# اتحادیه باغ‌وحش‌ها و آکواریوم‌ها
اتحادیه باغ‌وحش‌ها و آکواریوم‌ها سازمانی ناسودبر در ایالات متحده آمریکا است که در سال ۱۹۲۴ گشایش یافت و هدف آن افزایش امکانات و آگاهی‌ها در باغ‌وحش‌ها و آکواریوم‌های همگانی در زمینه حفاظت، آموزش، و دانش است. مقر این سازمان در سیلور اسپرینگ، مریلند قرار دارد.